# Ficus austrocaledonica
Ficus austrocaledonica är en mullbärsväxtart som beskrevs av Bur.. Ficus austrocaledonica ingår i släktet fikonsläktet, och familjen mullbärsväxter. Utöver nominatformen finns också underarten F. a. balansaeana.